# Paracucumis turricata
Paracucumis turricata is een zeekomkommer uit de familie Paracucumidae.
De wetenschappelijke naam van de soort werd in 1906 gepubliceerd door Clément Vaney.